# Andrea Palma

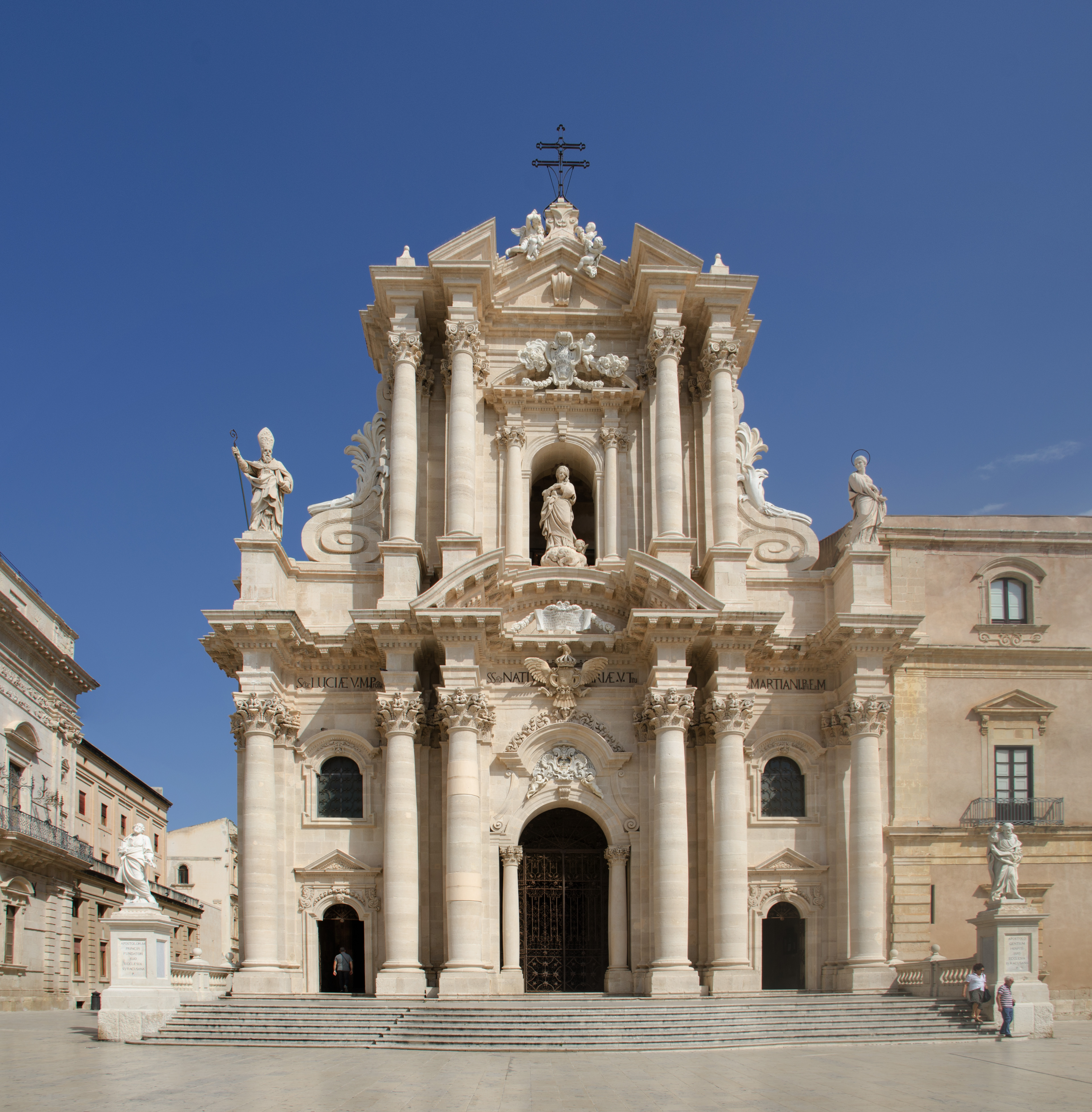
Die Kathedrale Santa Maria delle Colonne in Syrakus

Andrea Palma (* 1644 oder 1664 in Trapani; † 1730 in Palermo) war ein italienischer Architekt. Er war ein bedeutender Vertreter des sizilianischen Barock.
Palma wirkte in Palermo und war dort Architekt des Senats (1707) und der Chiesa dell'Olivella. Zu seinen Werken zählen der Um- und Ausbau (begonnen 1728, vollendet 1753) der Kathedrale Santa Maria delle Colonne in Syrakus, die Chiesa di Santa Maria di Montevergini und die Chiesa di San Gioacchino.
Sein Neffe und Schüler war Nicolò Palma.